# Mycobates dryas
Mycobates dryas är en kvalsterart som beskrevs av Valerie M. Behan-Pelletier 1994. Mycobates dryas ingår i släktet Mycobates och familjen Punctoribatidae. Inga underarter finns listade i Catalogue of Life.